# María de Buenos Aires
Pour l’article ayant un titre homophone, voir Maria de Buenos Aires.
Pour les articles homonymes, voir Maria de Buenos Aires (homonymie).
Représentations notables
8 mai 1968 : Sala Planeta de Buenos Aires, Première de l’operita dirigée par astor Piazzolla lui-même 

6 aout 1968 : Ion studio de Buenos Aires, Enregistrement par Astor Piazzolla et Horacio Ferrer 

20 novembre 1987 : Atelier Lyrique de Tourcoing, Révision et arrangement opératique de la main d’Astor Piazzolla

6 mars 2025 : Théâtre de la Cité bleu de Genève, Version complète par William Sabatier, La première fois depuis 1968
Personnages
- Maria (contralto)
- Cantor: La-Voz-De-Un-Payador, Porteño-Gorrion-Con-Sueño, La Voz-De-Las-Bocas-De-La-Tormenta, Ladron-Antiguo-Mayor, Analista-Primero, Una-Voz-De-Este-Domingo (Baryton)
- Duende, (Récitant)
- Bandoneon (bandoneon)
- Chœurs hommes et femmes, (chœurs) bande magnétique

Airs
- Yo Soy Maria (Maria)
- Fuga y Misterio  (instrumental)
- Romanza del Duende  (Duende)
- Milonga Carriega  (Cantor)

María de Buenos Aires est une œuvre musicale composée en 1968 par le compositeur argentin Astor Piazzolla sur un livret du poète uruguayen Horacio Ferrer. Présentée comme une operita (petit opéra), l’œuvre mêle tango, musique contemporaine, poésie surréaliste et théâtre narratif. Elle est aujourd’hui considérée comme une œuvre majeure du tango nuevo et plus généralement de la culture contemporaine argentine

## Genèse
Dans les années 1960, Astor Piazzolla, déjà reconnu comme le principal artisan du tango nuevo, traverse une période de crise personnelle et artistique. En 1966, il cesse presque totalement de composer, miné par des tensions intimes et un sentiment d’épuisement créatif. C’est à ce moment charnière que son ami et poète Horacio Ferrer lui propose une collaboration qui va marquer un tournant décisif dans leur parcours commun.
Les deux hommes se connaissent depuis la fin des années 1950. Ferrer, alors jeune poète uruguayen passionné de tango, admire Piazzolla depuis son adolescence, lorsqu’il l’applaudissait dans les cafés-concerts et écrivait déjà ses premiers vers. Une première rencontre a lieu en 1948, suivie d’échanges épistolaires pendant les années parisiennes de Piazzolla. Leur complicité artistique se renforce au fil du temps.
En 1967, Ferrer publie Romancero Canyengue, un recueil de poèmes qui impressionne profondément Piazzolla. Celui-ci déclare : « Tu fais en poésie ce que je fais en musique. À partir de maintenant, nous allons composer ensemble. » Le compositeur propose alors à Ferrer d’écrire un livret pour une pièce poético-musicale. Deux mois plus tard, le 16 décembre 1967, Ferrer lui remet le manuscrit complet de María de Buenos Aires. Enthousiasmé, Piazzolla retrouve une énergie créatrice inespérée : il compose l’essentiel de l’œuvre en à peine deux mois, entre janvier et mars 1968.
Le processus de création est particulièrement collaboratif. Ferrer, inspiré par la figure féminine du tango, suggère à Piazzolla des atmosphères musicales, des styles variés — milonga, valse, tango traditionnel ou moderne — pour correspondre aux différentes époques traversées par María. Piazzolla accueille ces propositions avec ouverture et intérêt, et compose une musique dramatique, forte et inventive, où sa plume instrumentale se met au service de la voix et du récit.
Une grande partie de la partition est écrite durant l’été 1968 dans l’est de l’Uruguay, sur le bandonéon personnel de Ferrer, que ce dernier lui offrira ensuite. Le reste de l’œuvre est finalisé à Buenos Aires. Piazzolla, selon Ferrer, compose comme habité : « La plupart de ce que je compose, je ne le compose pas, je le joue déjà. »
La première a lieu le 8 mai 1968 à la Sala Planeta de Buenos Aires. L’orchestration, conçue par Piazzolla, réunit onze musiciens. Le rôle de María est confié à Amelita Baltar, Hector de Rosas interprète les personnages masculins, Ferrer lui-même joue El Duende et récite, accompagné de quelques amis pour les chœurs parlés. Le succès est immédiat : María de Buenos Aires sera jouée 120 fois entre mai et septembre 1968, et enregistrée dans la foulée sur deux disques vinyles, publiés chez Trova.
L’année suivante, Piazzolla et Ferrer connaîtront leur plus grand succès populaire avec Balada para un loco, autre fruit de leur collaboration, qui marquera le début de vingt années de travail commun,,,,.

## Synopsis
María de Buenos Aires raconte l’histoire d’une jeune femme née dans un faubourg de Buenos Aires, sur les rives du Río de la Plata. Attirée par la ville, María quitte sa famille et mène une vie marginale, marquée par le désir et la transgression. Elle meurt, tuée par le bandonéon, instrument emblématique et symboliquement maudit, et son corps est emporté dans les égouts, métaphore de l’enfer urbain. Son Ombre, condamnée à errer sous les rayons du soleil, devient le centre d’un récit onirique et mystique. El Duende, poète et narrateur de l’histoire, tombe amoureux de cette Ombre blessée et, par son amour, la sauve. De cette rédemption naît une nouvelle María.

L’œuvre se clôt sur le tableau final intitulé Tangus Dei, dans lequel María est élevée au rang de figure quasi sacrée, protectrice de la ville. À travers elle, c’est le tango lui-même qui prend vie, meurt et renaît, indissociable de l’âme de Buenos Aires.
« María de Buenos Aires est née un jour où Dieu était ivre. »

## Structure et style
L’œuvre se compose à l’origine de 18 tableaux répartis en deux parties. Elle mêle chansons, récitatifs parlés, passages instrumentaux, voix chorales et narration. María, personnage central, est interprétée par une chanteuse populaire. D’autres figures symboliques gravitent autour d’elle, notamment le Duende (un esprit narrateur), et des personnages du Buenos Aires populaire incarné par un cantor (voix populaire).
La musique combine les éléments du tango traditionnel avec des harmonies modernes, des contrepoints complexes, des références au jazz et à la musique savante. Le livret de Ferrer est poétique, onirique, truffé d’argot porteño et de références sociales, religieuses et mythologiques,.

## Thèmes
María de Buenos Aires est une allégorie du tango et de la ville de Buenos Aires. María incarne à la fois une femme, un mythe, une ville, et un peuple. Elle naît, meurt et ressuscite, traversant les marges de la société. L’œuvre est aussi une réponse à la crise identitaire du tango dans les années 1960, délaissé par la jeunesse argentine. Piazzolla et Ferrer y voient une tentative de renouveler la tradition pour éviter son extinction.

## Ordre des tableaux (version originale de 1968)
L’œuvre fut créée en mai 1968 à Buenos Aires dans une version intégrale de 18 tableaux. Cette structure fut réduite à 16 tableaux pour l’enregistrement commercial, mais elle a été restaurée à l’identique en 2025 à la Cité Bleue de Genève grâce à des archives retrouvées.

### Première Partie
1. Alevaré
2. Tema de María
3. Balada renga para un organito loco
4. Milonga carrieguera por María la Niña
5. Fuga y misterio (instrumental)
6. Fábula de la rosa en el asfalto
7. Poema valseado
8. Esquerzo yumba de las tres de la mañana (instrumental)
9. Tocata rea (instrumental)

### Seconde Partie
1. Miserere canyengue de los ladrones antiguos de las alcantarillas
2. Contramilonga a la funerala por la primera muerte de María
3. Tangata robada del alba (instrumental)
4. Carta de la sombra de María a los árboles y las chimeneas de su barrio
5. Aria de los analistas
6. Romanza del duende, poeta y curda
7. Allegro tangabile – Andante a la sordina para mi Buenos Aires tan querido  (instrumental)
8. Milonguita de la anunciación
9. Pequeña misa zurda con bandoneón y Tangus Dei

## Versions et remaniements
Pour sa parution sur disque en 1968, l’œuvre fut réduite à 16 tableaux afin de tenir sur deux vinyles (long play). deux scènes furent supprimées. Cette version dite "remaniée" est aujourd’hui éditée et la plus fréquemment jouée.
Dans les années 1986, à la demande de Jorge Zulueta et Jacobo Romano, Astor Piazzolla retravaille l’œuvre pour la rendre plus opératique. Il y introduit de nouveaux passages et crée de nouveaux personnages (7 chanteurs). Cette version fut créée à l'Atelier Lyrique de Tourcoing le 20 novembre 1987 et comporte 20 tableaux. Piazzolla et Ferrer seront très critique à l'égard de cette nouvelle version,.
Le tableau no 4 Yo soy Maria ajouté en 1986 par Piazzolla et Ferrer lors de la création de la version opératique, fait partie de la version remaniée et éditée. Les paroles de Yo soy María et Milonga de la anunciación ont exactement la même mélodie et orchestration.

## Réception

### Réception critique
Dès sa création, l’œuvre suscite des critiques passionnées, voire polarisées. La presse argentine salue généralement son audace formelle, sa richesse symbolique et son ambition artistique.
Selon le journal Clarín, il s’agit de « l’œuvre la plus ambitieuse et aboutie composée à ce jour par Piazzolla ». Pour La Nación, María de Buenos Aires se présente comme « un exercice d’une impeccable mise en forme ».
La Razón souligne l’importance symbolique du livret : « Ceux qui acceptent que le tango ne soit pas seulement une combinaison de mesures, mais une épaisse trame de symboles et de caractère, peuvent écouter María de Buenos Aires […]. Musicien et poète vont au bout de leur démarche : identifier et exalter une manière de sentir la ville ».
Le journal Confirmado note la complémentarité entre musique et texte : « Le livret de Horacio Ferrer est au lunfardo ce que la musique de Piazzolla est au tango traditionnel […] Sous ces conditions, le résultat peut devenir fascinant ».
Dans un ton plus lyrique, Crónica parle de « requiem, de prière nécessaire pour prendre position », qualifiant l’œuvre d’« acte d’amour envers l’âme de Buenos Aires ».
Enfin, le Buenos Aires Herald écrit : « Tous ceux qui portent Buenos Aires dans leur cœur doivent voir María de Buenos Aires, car ce spectacle a été créé précisément pour eux ».
Certains milieux catholiques conservateurs critiquent cependant l’œuvre pour ses allusions religieuses détournées. Des références telles que Tangus Dei, la petite messe zurda, ou des parallèles parodiques avec la Nativité et la Passion sont jugées provocantes, voire sacrilèges.

### Recréation intégrale
En mars 2025, l’œuvre est recréée dans sa version intégrale à la Cité Bleue de Genève par le bandonéoniste William Sabatier, avec les 18 tableaux originaux reconstitués à partir d’un enregistrement public inédit de 1968. Cette restitution permet de redonner à l’œuvre sa forme dramaturgique complète telle que conçue par Piazzolla et Ferrer.
Cette recréation historique, saluée par la critique,, marque un tournant dans la réception contemporaine de l’operita. Pour la première fois depuis 1968, le public découvre l’œuvre dans son intégrité musicale, poétique et symbolique. Elle est désormais considérée comme un pilier du tango scénique moderne.

## Productions sélectives
- María de Buenos Aires, Astor Piazzolla (dir.), Horacio Ferrer, Amelita Baltar, Hector de Rosa, mai 1968, Sala Planeta (Création)
- María de Buenos Aires, version opératique arrangée par Astor Piazzolla. mise en scène de Jacobo Romano et Jorge Zulueta, novembre 1987 à l'Atelier Lyrique de Tourcoing[15]
- María de Buenos Aires, version remaniée, Alfredo Aria mise en scène  avec Sandra Rumolino (Maria), Guillermo Fernandez (Cantor), Jorge Rodriguez (Duende). Théâtre de Caen, mars 2003[16]
- María de Buenos Aires, version remaniée mise en scène M. Lombardero, Julia Zenko (Maria), Guillermo Fernández (cantor) y Horacio Ferrer (Duende) Teatro Cervantes de Buenos Aires, 2008[17].
- María de Buenos Aires, version intégrale. Direction artistique William Sabatier, mise en espace Amélie Parias avec Sol Garcia (Maria), Diego Valentin Flores (Cantor) et Sebastian Rossi (Duende) recréation au théâtre de la Cité Bleue, Genève, 2025[18].